# Ero salittana
Ero salittana là một loài nhện trong họ Mimetidae.
Loài này thuộc chi Ero. Ero salittana được miêu tả năm 1995 bởi Barrion & Litsinger.